# Strade provinciali della provincia di Potenza
Questo è un elenco delle strade provinciali presenti sul territorio della provincia di Potenza e di competenza della provincia stessa:

## Elenco

### SP 1 - SP 20
| Numerazione | Denominazione               | Lunghezza (km)               | Percorso (Caposaldo Origine - Caposaldo Termine)                             | Provvedimento di istituzione                            |
| ----------- | --------------------------- | ---------------------------- | ---------------------------------------------------------------------------- | ------------------------------------------------------- |
|             | Campana                     | 18,400                       | SP ex SS 381 del Passo delle Crocelle - SS 401 dir                           | Regio decreto 23 marzo 1884, n. 2197                    |
|             | Tirrena                     | 29,300                       | SP ex SS 19 delle Calabrie - SS 18                                           | Regio decreto 30 gennaio 1868, n. 4233                  |
|             | Tirrena variante Panoramica | 2,500                        | SS 18 - SS 18                                                                | Delibera del Consiglio provinciale n. 87 del 19/12/2012 |
|             | Tirrena variante Porto      | 0,800                        | SP 3 Tirrena Variante Panoramica - Porto (Maratea)                           | Regio decreto n. 4233 del 30/01/1868                    |
|             | Maratea-Castello            | 5,100                        | SP 3 Tirrena - località San Biagio (Maratea)                                 | Delibera del Consiglio provinciale n. 87 del 19/12/2012 |
|             | del Pollino                 | 72,200                       | SP ex SS 19 delle Calabrie - SP ex SS 104 Sapri-Ionio                        | Regio Decreto n. 4233 del 30/1/1868                     |
|             | della Sellata               | 21,100                       | Strada viabilità minore senza numero - SP 16 Marsicana 2º tronco             | Regio Decreto del 10 novembre 1905                      |
|             | Appula                      | (strada divisa in 4 tronchi) |                                                                              |                                                         |
|             | Appula 1º tronco            | 20,800                       | SP ex SS 7 Appia - SS 169                                                    | Regio Decreto n. 4233 del 30/1/1868                     |
|             | Appula 2º tronco            | 22,800                       | SS 169 - SP 122 Acerenza-SS 169                                              | idem                                                    |
|             | Appula 3º tronco            | 7,300                        | SP 10 Venosina 2º tronco - SP 22 di Genzano                                  | idem                                                    |
|             | Appula 4º tronco            | 12,500                       | SP 22 di Genzano - SP ex SS 168 di Venosa                                    | idem                                                    |
|             | Agri Sinni                  | 76,800                       | SP ex SS 103 VAR di Val d'Agri - SS 92 DIR                                   | Regio Decreto n. 4233 del 30/1/1868                     |
|             | diramazione per San Martino | 1,200                        | SP 7 Agri-Sinni - Strada viabilità minore senza numero                       | DM del 17 settembre 1959                                |
|             | del Vulture                 | 39,900                       | Strada viabilità minore senza numero - SP 6 Appula 4º tronco                 | Regio Decreto del 19 gennaio 1905                       |
|             | della Leonessa              | 11,100                       | SP ex SS 303 del Formicoso - SP 48 del Basso Melfese                         | DM del 26 ottobre 1964                                  |
|             | Venosina                    | (strada divisa in 4 tronchi) |                                                                              |                                                         |
|             | Venosina 1º tronco          | 19,300                       | SP ex SS 7 Appia - Strada viabilità minore senza numero                      | DM del 25 febbraio 1960                                 |
|             | Venosina 2º tronco          | 14,300                       | SP 8 del Vulture - SP 6 Appula 3º tronco                                     | DM del 17 settembre 1959                                |
|             | Venosina 3º tronco          | 15,400                       | SP 8 del Vulture - SP ex SS 168 di Venosa                                    | DM del 25 febbraio 1960                                 |
|             | Venosina 4º tronco          | 10,100                       | Strada viabilità minore senza numero - SP 8 del Vulture                      | DPR del 2 agosto 1955                                   |
|             | Alto Agri                   | 15,000                       | SP ex SS 103 di Val d'Agri - SS 598                                          | Legge 27 giugno 1869, n. 5147                           |
| SP 11 bis   | diramazione per Viggiano    | 8,100                        | SP ex SS 276 dell'Alto Agri - SP ex SS 276 dell'Alto Agri                    | DM del 17 settembre 1959                                |
| SP 11 ter   | Alto Agri TER               | 2,800                        | SS 598 - SP 7 Agri-Sinni                                                     | DPC n. 376 del 14 settembre 1968                        |
|             | Vietrese                    | 11,200                       | SS 95 - Strada viabilità minore senza numero                                 | Regio Decreto                                           |
|             | Campomaggiore-Pietrapertosa | 27,200                       | SP ex SS 7 Appia - Strada viabilità minore senza numero                      | Legge n. 5147 del 27/6/1869 e DM del 25 febbraio 1960   |
|             | Bellese                     | 12,700                       | SS 7 - SP ex SS 381 del Passo delle Crocelle                                 | DM del 26 ottobre 1964                                  |
|             | della Sella del Titolo      | 23,700                       | SP ex SS 104 Sapri-Ionio - SP 7 Agri-Sinni                                   | Regio Decreto del 9/8/1889                              |
|             | Marsicana                   | (strada divisa in 4 tronchi) |                                                                              |                                                         |
|             | Marsicana 1º tronco         | 41,700                       | SP 13 di Castelmezzano - SS 92                                               | Regio Decreto del 17/8/1873                             |
|             | Marsicana 2º tronco         | 24,400                       | SS 92 - SP 16 Marsicana 4º tronco                                            | idem                                                    |
|             | Marsicana 3º tronco         | 8+600                        | Marsicovetere - SP ex SS 276 dell'Alto Agri                                  | Regio Decreto n. 4233 del 30/1/1868                     |
|             | Marsicana 4º tronco         | 14,000                       | SP 16 Marsicana 2º tronco - SP 141 Marsicovetere-Tempa della Seta            | Regio Decreto del 17/8/1873                             |
|             | di Capodigiano              | 4,000                        | Strada viabilità minore senza numero - SP ex SS 381 del Passo delle Crocelle | DM del 26 ottobre 1964                                  |
|             | Ofantina                    | 23,400                       | Strada viabilità minore senza numero - SS 93                                 | DM del 17 settembre 1959                                |
| SP 18 var   | variante Ofantina           | 3,700                        | SP ex SS 168 di Venosa - SP 18 Ofantina                                      | Delibera del Consiglio provinciale n. 87 del 19/12/2012 |
|             | Moliternese                 | 32,500                       | SP ex SS 103 di Val d'Agri - SP ex SS 104 Sapri-Ionio                        | Regio Decreto del 17/8/1873                             |
|             | Ionica                      | 8,500                        | SS 598 - confine Provincia di Matera                                         | Legge 23 luglio 1881, n. 333                            |

### SP 21 - SP 40
| Numerazione | Denominazione           | Lunghezza (km) | Percorso (Caposaldo Origine - Caposaldo Termine)                      | Provvedimento di istituzione                            |
| ----------- | ----------------------- | -------------- | --------------------------------------------------------------------- | ------------------------------------------------------- |
|             | delle Murge             | 19,100         | Strada viabilità minore senza numero - Confine provincia della BAT    | Regio Decreto del 27/3/1898                             |
|             | di Genzano              | 3,900          | SP ex SS 169 di Genzano - SP 6 Appula 3º tronco                       | Legge n. 333 del 23/7/1881                              |
|             | dell'Intagliata         | 15,800         | SP 11 Alto Agri - SS 92                                               | Regio decreto 19 luglio 1875, n. 2649                   |
|             | Melfese                 | 12,800         | Strada viabilità minore senza numero - SS 93                          | Regio Decreto n. 4233 del 30/1/1868                     |
|             | Tramutola-Grumento      | 17,100         | SP ex SS 276 DIR dell'Alto Agri - SP ex SS 103 di Val d'Agri          | DM del 25 febbraio 1960                                 |
| SP 25 bis   | Grumentina              | 10,300         | SP ex SS 276 dell'Alto Agri - SP ex SS 103 di Val d'Agri              | DM del 17 settembre 1959                                |
| SP 25 ter   | Arroccamento Grumentino | 1,600          | SP 25 BIS Grumentina - SP 25 Tramutola-Grumento                       | DM del 26 ottobre 1964                                  |
|             | Lagonegrese Inferiore   | 26,200         | Strada viabilità minore senza numero - SP ex SS 103 VAR di Val d'Agri | DM del 17 settembre 1959 e DPC n. 64 del 3/10/2012      |
|             | Lagonegrese Superiore   | 9,800          | SP ex SS 19 delle Calabrie - SS 585                                   | Regio Decreto n. 4233 del 30/1/1868                     |
|             | Calabra                 | 6,200          | SP 4 del Pollino - Confine provincia di Cosenza                       | Regio decreto 17 novembre 1865, n. 2633                 |
|             | di Valsinni e Noepoli   | 6,800          | SS 92 - Confine provincia di Matera                                   | Regio Decreto n. 4233 del 30/1/1868                     |
|             | di Giuliano             | 11,500         | SP ex SS 7 Appia - SP 6 Appula 1º tronco                              | DM del 25 febbraio 1960                                 |
|             | Irpina                  | 2,800          | SS 7 - SS 7                                                           | Regio Decreto n. 1369 del 4/5/1873                      |
|             | della Camastra          | 13,100         | SP 16 Marsicana 1º tronco - SS 92                                     | Legge 27 giugno 1869, n. 5147                           |
| SP 32 bis   | Camastra-Calvello       | 9,400          | SS 92 - SP 16 Marsicana 4º tronco                                     | Delibera del Consiglio provinciale n. 87 del 19/12/2012 |
| SP 32 ter   | Camastra-Castelmezzano  | 9,300          | SP 32 della Camastra - Strada viabilità minore senza numero           | Delibera del Consiglio provinciale n. 87 del 19/12/2012 |
|             | Peuceta                 | 9,000          | SP ex SS 169 di Genzano - Confine provincia di Matera                 | Legge n. 333 del 23/7/1881                              |
|             | Pedali-Viggianello      | 10,400         | SP 4 del Pollino - SP 4 del Pollino                                   | DM del 1 dicembre 1967                                  |
|             | Oppido-Tolve            | 11,100         | SS 169 - SP ex SS 96 Barese                                           | DPR del 23 marzo 1954                                   |
|             | dell'Armizzone          | 27,700         | SP 19 Moliternese - SP 7 Agri-Sinni                                   | DPR del 23 marzo 1954                                   |
|             | della Grancia           | 12,400         | SP ex SS 7 Appia - Brindisi Montagna                                  | DPR del 1 febbraio 1956                                 |
|             | di Fonti                | 24,100         | SP ex SS 7 Appia - Confine provincia di Matera                        | DPR del 16 marzo 1956                                   |
|             | di Sasso                | 6,300          | SS 95 - Sasso di Castalda                                             | DM del 18 maggio 1956                                   |
|             | di Carbone              | 21,500         | SP 15 della Sella del Titolo - SP 36 dell'Armizzone                   | DM del 1 settembre 1956                                 |

### SP 41 - SP 60
| Numerazione | Denominazione          | Lunghezza (km) | Percorso (Caposaldo Origine - Caposaldo Termine)                                          | Provvedimento di istituzione        |
| ----------- | ---------------------- | -------------- | ----------------------------------------------------------------------------------------- | ----------------------------------- |
|             | di Rapone              | 4,100          | SP 2 Campana - SP 160 Bosco delle Rose                                                    | DM del 9 ottobre 1956               |
|             | di Castronuovo         | 14,800         | SP 7 Agri-Sinni - SP ex SS 104 Sapri-Ionio                                                | DM del 21 ottobre 1956              |
|             | Anello del Vulture     | 4,700          | SP ex SS 167 dei Laghi di Monticchio - Abbazia San Michele (Com. Atella)                  | DM del 26 ottobre 1964              |
| SP 43 bis   | di Foggiano            | 3,600          | SP ex SS 401 dell'Alto Ofanto e del Vulture - SP ex SS 401 dell'Alto Ofanto e del Vulture | DM del 26 ottobre 1964              |
|             | del Noce               | 7,500          | SP 3 Tirrena - SS 585                                                                     | DM del 25 febbraio 1960             |
|             | di Nemoli              | 10,700         | SP ex SS 104 Sapri-Ionio - SP 3 Tirrena                                                   | DM del 25 febbraio 1960             |
| SP 45 bis   | della Ferriera         | 3,900          | SP ex SS 104 Sapri-Ionio - SP 45 di Nemoli                                                | DM del 21 ottobre 1967              |
|             | della Peschiera        | 21,200         | SSP ex SS 19 delle Calabrie - SP ex SS 104 Sapri-Ionio                                    | DM del 25 febbraio 1960             |
|             | Montemilone-Venosa     | 9,200          | SP 21 delle Murge - SP 18 Ofantina                                                        | DM del 17 settembre 1959            |
|             | del Basso Melfese      | 24,500         | SS 93 - SP ex SS 303 del Formicoso                                                        | DM del 17 settembre 1959            |
|             | dell'Olivento          | 2,400          | Strada viabilità minore senza numero - SP 48 del Basso Melfese                            | DM del 17 settembre 1959            |
|             | del Carmine            | 12,500         | SP 6 Appula 1º tronco - SP ex SS 93 Appulo Lucana                                         | Regio Decreto n. 4233 del 30/1/1868 |
|             | di Balvano             | 12,700         | SP ex SS 94 del Varco di Pietrastretta - Confine provincia di Salerno                     | DM del 25 febbraio 1960             |
|             | Lavello-Minervino      | 14,700         | SS 93 - Confine provincia della BAT                                                       | DM del 25 febbraio 1960             |
|             | del Tiera              | 3,700          | SP 6 Appula 1º tronco - Strada viabilità minore senza numero                              | DM del 25 febbraio 1960             |
|             | di Cafarlocchia        | 13,200         | SP 11 BIS diramazione per Viggiano - SP 60 di Lagotodaro                                  | DM del 4 febbraio 1965              |
|             | Cerentina e dell'Accio | 11,900         | SP 8 del Vulture - SP ex SS 168 di Venosa                                                 | DM del 25 febbraio 1960             |
|             | di Castelgrande        | 4,300          | SS 7 - SP ex SS 381 del Passo delle Crocellei                                             | DM del 25 febbraio 1960             |
|             | della Calda            | 2,300          | SP ex SS 104 Sapri-Ionio - SP 142 Bretella Sinnica-Latronico                              | DM del 26 ottobre 1964              |
|             | di Savoia              | 5,900          | SP 12 Vietrese - Strada viabilità minore senza numero                                     | DM del 25 febbraio 1960             |
|             | di Gallicchio          | 1,500          | SS 92 - Gallicchio                                                                        | DM del 18 maggio 1956               |
|             | di Lagotodaro          | 12,600         | SS 92 - SP ex SS 103 di Val d'Agri                                                        | DM del 25 febbraio 1960             |

### SP 61 - SP 80
| Numerazione | Denominazione            | Lunghezza (km) | Percorso (Caposaldo Origine - Caposaldo Termine)                 | Provvedimento di istituzione                            |
| ----------- | ------------------------ | -------------- | ---------------------------------------------------------------- | ------------------------------------------------------- |
|             | di Picerno               | 1,700          | SP ex SS 94 del Varco di Pietrastretta - Picerno                 | DM del 25 febbraio 1960                                 |
|             | di Baragiano             | 4,800          | SP ex SS 7 Appia - Strada viabilità minore senza numero          | DM del 25 febbraio 1960                                 |
|             | del Rubbio               | 28,400         | SP 4 del Pollino - SP ex SS 92 dell'Appennino Meridionale        | DM del 25 febbraio 1960                                 |
|             | di Casalnuovo            | 3,700          | SS 481 - San Paolo Albanese                                      | Legge n. 333 del 23/7/1881                              |
|             | di Chiaromonte           | 3,800          | SP ex SS 104 Sapri-Ionio - SP ex SS 104 Sapri-Ionio              | DM del 25 febbraio 1960                                 |
|             | Forenza-Forenza Scalo    | 16,700         | SSSP 8 del Vulture - Scalo FS Forenza (Filiano)                  | DM del 25 febbraio 1960                                 |
|             | di Sant'Antonio Casalini | 6,800          | SS 7 - SP 92 Bella-S. Cataldo-Avigliano                          | DM del 25 febbraio 1960                                 |
|             | Ponte Ruoti-San Cataldo  | 6,800          | SP ex SS 7 Appia - SP 92 Bella-S. Cataldo-Avigliano              | DM del 25 febbraio 1960                                 |
|             | Lavello-Ofantina         | 12,100         | SS 93 - SP 18 Ofantina                                           | DM del 25 febbraio 1960                                 |
|             | Inforchia-S. Ilario      | 8,100          | SP ex SS 93 Appulo Lucana - Strada viabilità minore senza numero | DM del 25 febbraio 1960                                 |
|             | di Filiano               | 10,100         | SP ex SS 93 Appulo Lucana - SP ex SS 93 Appulo Lucana            | DM del 25 febbraio 1960                                 |
|             | di Filiano               | 1,700          | SS 658 - SP ex SS 93 Appulo Lucana                               | Delibera del Consiglio provinciale n. 87 del 19/12/2012 |
|             | di Stagliuozzo           | 7,000          | SP ex SS 93 Appulo Lucana - Strada viabilità minore senza numero | DM del 25 febbraio 1960                                 |
|             | di Paola Doce            | 2,200          | SP ex SS 93 Appulo Lucana - Strada viabilità minore senza numero | DM del 25 febbraio 1960                                 |
|             | di Monteserico           | 9,100          | SP 33 Peuceta - SP 106 Scalo Irsina-Fontana Vetere               | DM del 18 giugno 1965                                   |
|             | Iscalunga-Dragonetti     | 8,800          | SP ex SS 93 Appulo Lucana - SP 87 di Piano del Conte             | DM del 25 febbraio 1960                                 |
|             | Macinali                 | 15,700         | SP 21 delle Murge - Confine provincia della BAT                  | DM del 25 febbraio 1960                                 |
|             | di Santa Lucia           | 7,100          | SP 47 Montemilone-Venosa - SP 21 delle Murge                     | DM del 25 febbraio 1960                                 |
|             | di Gaudiano              | 5,900          | SP 18 Ofantina - Confine provincia della BAT                     | DM del 25 febbraio 1960                                 |
|             | Marascione-Lamacolma     | 24,600         | Strada viabilità minore senza numero - Confine provincia di Bari | DM del 25 febbraio 1960                                 |
|             | di Galaino               | 11,900         | SP ex SS 276 dell'Alto Agri - SP ex SS 276 dell'Alto Agri        | DM del 26 ottobre 1964                                  |

### SP 81 - SP 100
| Numerazione | Denominazione              | Lunghezza (km) | Percorso (Caposaldo Origine - Caposaldo Termine)                             | Provvedimento di istituzione |
| ----------- | -------------------------- | -------------- | ---------------------------------------------------------------------------- | ---------------------------- |
|             | delle Grotte di Cassano    | 6,200          | SP 6 Appula 4º tronco - SP ex SS 169 di Genzano                              | DM del 25 febbraio 1960      |
|             | di Pietrapica              | 8,300          | SP ex SS 104 Sapri-Ionio - SP 4 del Pollino                                  | DM del 26 ottobre 1964       |
|             | Picerno-Baragiano          | 8,7400         | SP ex SS 94 del Varco di Pietrastretta - SP ex SS 7 Appia                    | DM del 26 ottobre 1964       |
|             | del Gallitello             | 8,5700         | Strada viabilità minore senza numero - SP ex SS 7 Appia                      | DM del 4 maggio 1972         |
|             | della Lupara               | 6,700          | SP 18 Ofantina - SP 21 delle Murge                                           | DM del 26 ottobre 1964       |
|             | di Piano del Conte         | 17,400         | SP 72 di Stagliuozzo - Strada viabilità minore senza numero                  | DM del 26 ottobre 1964       |
|             | Arginale Occhiatello       | 3,300          | SP 127 di Ariaccia - Confine provincia della BAT                             | DM del 18 giugno 1965        |
|             | di Roccanova               | 8,800          | SP 133 di S. Arcangelo - SP 7 Agri-Sinni                                     | DM del 26 ottobre 1964       |
|             | del Macarico               | 6,400          | SP ex SS 93 Appulo Lucana - SS 93                                            | DM del 26 ottobre 1964       |
|             | di S. Andrea di Atella     | 4,300          | SP ex SS 167 dei Laghi di Monticchio - Località Sant'Andrea (Atella)         | DM del 26 ottobre 1964       |
|             | Bella-S. Cataldo-Avigliano | 24,800         | SP 14 Bellese - SP 6 Appula 1º tronco                                        | DM del 26 ottobre 1964       |
|             | di Vaccaro                 | 3,100          | SP 71 di Filiano - Strada viabilità minore senza numero                      | DM del 26 ottobre 1964       |
| SP 93 bis   | BIS di Vaccaro             | 1,800          | SP ex SS 93 Appulo Lucana - SP 50 del Carmine                                | DM del 26 ottobre 1964       |
|             | di Roccarossa              | 1,900          | SP ex SS 104 Sapri-Ionio - Località San Costantino (Rivello)                 | DM del 26 ottobre 1964       |
|             | Li Cugni                   | 8,900          | SP 79 Marascione-Lamacolma - SP ex SS 169 di Genzano                         | DM del 21 ottobre 1967       |
|             | di Rotale                  | 2,100          | SP ex SS 104 Sapri-Ionio - Località Rotale (Rivello)                         | DM del 21 ottobre 1967       |
|             | di Montesirico             | 6,000          | SP ex SS 381 del Passo delle Crocelle - Strada viabilità minore senza numero | DM del 21 ottobre 1967       |
|             | di Cecci                   | 12,100         | SP 70 Inforchia-S. Ilario - SP ex SS 381 del Passo delle Crocelle            | DM del 28 marzo 1968         |
|             | della Melara               | 5,400          | SP ex SS 19 delle Calabrie - Strada viabilità minore senza numero            | DM dell'11 aprile 1969       |

### SP 100 - SP 161
| Numerazione | Denominazione               | Lunghezza (km) | Percorso (Caposaldo Origine - Caposaldo Termine)                                        | Provvedimento di istituzione                 |
| ----------- | --------------------------- | -------------- | --------------------------------------------------------------------------------------- | -------------------------------------------- |
|             | di Seluci                   | 12,400         | SP ex SS 104 Sapri-Ionio SP 142 Bretella Sinnica-Latronico                              | DM dell'11 aprile 1969                       |
|             | di Mezzana                  | 17,300         | Strada viabilità minore senza numero - SP 4 del Pollino                                 | DM dell'11 aprile 1969                       |
|             | di Massa                    | 2,200          | SP 3 BIS Maratea-Castello - Strada viabilità minore senza numero (Santa Caterina-Massa) | DM dell'11 aprile 1969                       |
|             | Grumento-Spinoso            | 9,300          | SP ex SS 103 di Val d'Agri - SP 7 Agri-Sinni                                            | DM del 1 dicembre 1969                       |
|             | di Taccone                  | 8,300          | Confine provincia di Matera - SP 96 Li Cugni                                            | DM del 1 dicembre 1969                       |
|             | Scalo Irsina-Fontana Vetere | 3,600          | Confine provincia di Matera - SP 79 Marascione-Lamacolma                                | DM del 1 dicembre 1969                       |
|             | Senise-Ponte Battaglia      | 6,700          | SP ex SS 104 Sapri-Ionio - Invaso Monte Cotugno (Senise)                                | DM del 17 gennaio 1973                       |
|             | Camarda                     | 7,200          | SP 9 di Leonessa - SP 48 del Basso Melfese                                              | DM del 1 dicembre 1969                       |
|             | di Piano Regio              | 5,800          | SP ex SS 168 di Venosa - SP 69 Lavello-Ofantina                                         | DM del 1 dicembre 1969                       |
|             | Piano del Cerro             | 4,100          | SP 90 del Macarico - SP ex SS 168 di Venosa                                             | DM del 1 dicembre 1969                       |
|             | Madama Laura                | 7,600          | SP 24 Melfese - Strada viabilità minore senza numero                                    | DM del 1 dicembre 1969 e DCP 28/11/2012 n.81 |
|             | Scalera-Marmo               | 3,400          | SP ex SS 93 Appulo Lucana - SP 75 Iscalunga-Dragonetti                                  | DM del 1 dicembre 1969                       |
|             | del Bosco di S. Giuliano    | 12,200         | SP 6 Appula 2º tronco - Strada viabilità minore senza numero                            | DM del 1 dicembre 1969                       |
|             | Valle Castagna              | 4,800          | SP 18 Ofantina - SP 127 di Ariaccia                                                     | DM del 1 dicembre 1969                       |
|             | di San Giuseppe             | 0,300          | SP 21 delle Murge - Confine provincia della BAT                                         | DM del 1 dicembre 1969                       |
|             | Arginale Basentello         | 2,900          | SSP 79 Marascione-Lamacolma - Confine provincia della BAT                               | DDM del 1 dicembre 1969                      |
|             | Ponte Sora-Alvarale         | 0,400          | SP ex SS 103 VAR di Val d'Agri - SP 19 Moliternese                                      | DM dell'11 dicembre 1969                     |
|             | Ischia del Papa             | 2,600          | Confine provincia della BAT - SP 128 Pilella Santo Spirito                              | DM del 1 dicembre 1969                       |
|             | di Montepote                | 6,500          | Confine provincia della BAT - Confine provincia della BAT                               | DM del 1 dicembre 1969                       |
|             | S. Giorgio-Tre Titoli       | 12,8400        | Strada viabilità minore senza numero - SP 113 del Bosco di S. Giuliano                  | DM dell'11 aprile 1969                       |
|             | Tangenziale Nord di Potenza | 4,300          | SS 93 km 121 - SS 658 km 6,7                                                            |                                              |

## SP ex SS
- Strada provinciale ex SS 93
- Strada provinciale ex SS104